# Cymodoce aculeata
Cymodoce aculeata är en kräftdjursart som beskrevs av William Aitcheson Haswell 1881. Cymodoce aculeata ingår i släktet Cymodoce och familjen klotkräftor.

## Underarter
Arten delas in i följande underarter:
- C. a. grandis
- C. a. aculeata